# Robert Fulton
Robert Fulton (født 14. november 1765, død 24. februar 1815) var en opfinder, som blev født i Lancaster County, Pennsylvania.
Fulton designede den første praktiske ubåd, Nautilus for Napoleon. Nautilus blev testet i 1800.
I 1809 fik Fulton patent på et dampskib.
Carsten Hauch udgav i 1853 sin roman Robert Fulton,
bygget over opfinderens liv. Læs bogen online i 
ADL Arkiveret 22. februar 2006 hos  Wayback Machine